# 留萌純
留萌 純（るもい じゅん）は、日本の女性漫画家。成人向け漫画を主に執筆している。
岡山県出身、現在は大阪府在住である。

## 作品リスト

### 成人向け単行本
- おしおきしちゃうぞ （大洋図書 1990年6月 ISBN 4886728189）
- 行け行けじゅんちゃん （大洋図書 1993年2月 ISBN 4886729223）
- 診察室へようこそ （フランス書院 1993年9月 ISBN 4829672587）
- ハートにキッス （フランス書院 1994年1月 ISBN 4829677279）
- 個人授業 （三和出版 1995年8月 ISBN 4914989840）
- バブルファイブ （三和出版 1996年11月 ISBN 4883560023）
- とりこになりたい （三和出版 1997年11月 ISBN 4883560171）
- しあわせかぞく （桜桃書房 2002年3月 ISBN 4756725317）
- 神サマごめんなさい （久保書店 2002年11月 ISBN 4765906000）
- ママにいれたい  （桜桃書房 2003年5月 ISBN 4756731201）

### 一般向け単行本
- 今日も元気だ保科研! （白夜書房 1988年12月 ISBN 4893671308）
- 八色の偏愛 （ヒット出版社 1996年12月 ISBN 493854489X）